# Raison d’Etre
Raison d’Etre (рус. Смысл существования) — девятый сингл японской группы Nightmare, выпущенный 6 июня 2007 года в трёх версиях. Версия А включает CD,  а также DVD с клипом на песню «Raison d’Etre»; версия В, помимо CD, также содержит DVD с клипом на песню «Criminal Baby». Версия С не имеет DVD, но включает в себя фотокарточки с участниками группы.
Песня «Raison d’Etre» является открывающей темой в аниме-сериале «Клеймор», а также попала в пятый студийный альбом группы Killer Show, который вышел 21 мая 2008 года. Песня «Criminal Baby» была включена в четвёртый студийный альбом Nightmare The World Ruler, выпущенный 28 февраля 2007 года.

## Позиция в чартах
Песня заняла позицию номер #3 в чарте Oricon, обогнав тем самым предыдущий сингл «the WORLD/Alumina», который остановился на позиции № 5.

## Список композиций

### Версия C
- «Raison d’Etre» — Слова и музыка: Сакито
- «Jojouteki ni Sugita Jikan to Fukakutei na Mirai e no Requiem» — Слова и музыка: Сакито
- «Criminal baby» — Слова и музыка: Рука

### DVD (версия A)
- «Raison d’Etre» (клип)[источник не указан 399 дней]

### DVD (версия B)
- «Criminal Baby» (клип)[источник не указан 399 дней]